# 水野文相優諚問題
水野文相優諚問題（みずのぶんしょうゆうじょうもんだい）は、1928年に発生した田中義一内閣の文部大臣水野錬太郎の進退問題を巡る政争。

## 内容
1928年の第16回衆議院議員総選挙において、内務大臣鈴木喜三郎は大規模な選挙干渉を行い、野党立憲民政党や無産政党の進出を食い止めようとしたが、これが内外からの非難を浴びて辞任に追い込まれた。
そこで内閣総理大臣の田中義一は、逓信大臣の望月圭介を後任の内務大臣に任命し、空いた逓信大臣の地位には田中首相自身が政界入りを勧めた同郷の財界人・久原房之助を任命しようとした。だが久原は今回の選挙で初当選した新人議員であることに加え、久原財閥を築きながら経営の失敗から1代で身売りにまで追い込まれた経歴から、政治家としての資質にも疑問が持たれていた。久原の大臣登用には、大蔵大臣三土忠造と文部大臣水野錬太郎が強く反対したが、田中首相の意思は変わらず、憤慨した水野文相は5月20日に大臣の辞表を提出した。
5月23日に行われた望月・久原の親任式直後、昭和天皇からの優諚（慰留の発言）を受けた水野文相は、辞表を撤回したとの声明を出した。これに対し立憲民政党と貴族院は、田中首相と水野文相が事態を丸く収めるために天皇の発言を政治的に利用したと非難の声を上げ、世論も激しく反発した。政府は「水野文相が優諚を受けたのは辞表撤回の後である5月22日であり、天皇の意向で辞表を撤回したわけではない」と弁明して事態の沈静化を図ったが、非難は激しさを増すばかりであり、5月24日に水野文相は辞意を表明。田中首相がこれを天皇に取り次ぎ裁可され、辞職は決定した。
5月30日には新渡戸稲造・美濃部達吉・上杉慎吉ら学者17名が田中首相批判声明を発表。華族出身議員が多く、政党内閣成立後はその存在感を低下させていた貴族院では、政党内閣及び与党立憲政友会攻撃の好機として田中批判を激化させ、6月3日には研究会・火曜会・同成会・同和会・公正会の貴族院主要5会派が共同で、政府問責声明を発表した。
6月4日には張作霖爆殺事件が発生。これに当たった政府の対応の拙さはさらに帝国議会・世論の双方を硬化させ、1929年2月22日には改めて政府問責決議が採択された。田中内閣の総辞職はそれから4ヵ月後のことであった。